# División de Bahawalpur
La división de Bahawalpur (en urdu : بہاولپور ڈویژن) es una subdivisión administrativa de la provincia de Punyab en Pakistán. Cuenta con 11,5 millones de habitantes en 2017, y su capital es Bahawalpur.
Como todas las divisiones pakistaníes, fue derogada en 2000 y luego restablecida en 2008.
La división reagrupa los distritos siguientes:
- Bahawalnagar
- Bahawalpur
- Rahim Yar Khan